# هانس كلاين (سياسي)
هانس كلاين (بالألمانية: Hans Klein) (و. 1931 – 1996 م) هو سياسي، وصحفي ألماني، ولد في شومبيرك، كان عضوًا في الاتحاد الاجتماعي المسيحي، توفي في بون، عن عمر يناهز 65 عاماً.

## مناصب
تولى منصب المتحدث باسم الحكومة الاتحادية الألمانية ‏ (21 أبريل 1989–20 ديسمبر 1990)
- عضو في البوندستاغ الألماني (14 ديسمبر 1976–4 نوفمبر 1980)[4]

.

## التعليم
تعلم في جامعة لستر
.

## جوائز
حصل على جوائز منها:
- وسام الاستحقاق البافاري
- وسام صليب القائد من رتبة استحقاق من جمهورية ألمانيا الاتحادية

## روابط خارجية
- هانس كلاين على موقع مونزينجر (الألمانية)